# Élections étatiques de 2024 dans l'État de Tabasco
Les élections étatiques de 2024 dans l'État de Tabasco se tiennent le 2 juin 2024, afin d'élire le gouverneur de l'État de Tabasco pour un mandat de six ans, et les 35 membres du congrès étatique, pour un mandat de trois ans.

État de Tabasco.

## Gouverneur

### Mode de scrutin
Le gouverneur est élu au scrutin uninominal majoritaire à un tour.

### Résultats
|                        | Continuons de faire l’histoire - Mouvement de régénération nationale (MORENA) - Parti vert écologiste du Mexique (PVEM) - Parti du travail (PT) | Javier May Rodríguez (MORENA)          | 878 298   | 83,04 |  |  |
|                        | Parti de la révolution démocratique (PRD) | Juan Manuel Fócil Pérez                | 75 290    | 7,12  |  |  |
|                        | Mouvement citoyen (MC) | Inés de la Fuente                      | 58 651    | 5,54  |  |  |
|                        | Force et coeur pour Tabasco - Parti action nationale (PAN) - Parti révolutionnaire institutionnel (PRI)                                         | Lorena Beaurregard de los Santos (PAN) | 45 449    | 4,30  |  |  |
|                        | |                                        |           |       |  |  |
| Suffrages exprimés     | Suffrages exprimés | Suffrages exprimés                     | 1 057 688 | 96,96 |  |  |
| Votes nuls             | Votes nuls | Votes nuls                             | 33 114    | 3,04  |  |  |
| Total                  | Total | Total                                  | 1 090 802 | 100   |  |  |
| Abstention             | Abstention | Abstention                             | 720 825   | 39,79 |  |  |
| Inscrits/Participation | Inscrits/Participation | Inscrits/Participation                 | 1 811 627 | 60,21 |  |  |

## Congrès étatique

### Mode de scrutin
Le Congrès d'État de Tabasco est constitué de 35 députés, élus selon un système mixte. 21 députés sont élus au scrutin uninominal majoritaire à un tour dans autant de circonscriptions, tandis que les 14 députés restants sont élus au scrutin proportionnel plurinominal. Les électeurs n'ont cependant qu'un seul vote.

### Résultats
|                                                |                                                |                                              |           |       |      |               |               |    |               |               |  |  |  |  |
| Parti                                          | Parti                                          | Parti                                        | Voix      | %     | +/-  | C             | +/−           | L  | Total         | +/-           |  |  |  |  |
|                                                |                                                | Mouvement de régénération nationale (MORENA) | 615 530   | 60,23 | 6,14 | 21            | en stagnation | 0  | 21            | en stagnation |  |  |  |  |
|                                                | Parti vert écologiste du Mexique (PVEM)        | 78 104                                       | 7,64      | 0,54  | 0    | en stagnation | 3             | 3  | en stagnation |               |  |  |  |  |
|                                                | Parti du travail (PT)                          | 77 163                                       | 7,55      | 5,09  | 0    | en stagnation | 3             | 3  | 3             |               |  |  |  |  |
| Total coalition Continuons de faire l’histoire | Total coalition Continuons de faire l’histoire | 770 797                                      | 75,43     | Abs.  | 21   | 21            | 6             | 27 | 27            |               |  |  |  |  |
|                                                | Parti de la révolution démocratique (PRD)      | Parti de la révolution démocratique (PRD)    | 99 348    | 9,72  | 4,37 | 0             | en stagnation | 4  | 4             | 2             |  |  |  |  |
|                                                | Mouvement citoyen (MC)                         | Mouvement citoyen (MC)                       | 81 566    | 7,98  | 4,06 | 0             | en stagnation | 3  | 3             | 2             |  |  |  |  |
|                                                |                                                | Parti révolutionnaire institutionnel (PRI)   | 34 063    | 3,33  | 4,99 | 0             | en stagnation | 1  | 1             | 3             |  |  |  |  |
|                                                | Parti action nationale (PAN)                   | 23 332                                       | 2,28      | 0,87  | 0    | en stagnation | 0             | 0  | en stagnation |               |  |  |  |  |
| Total Force et coeur pour Tabasco              | Total Force et coeur pour Tabasco              | 57 395                                       | 5,62      | N/A   | 0    | en stagnation | 1             | 1  | 1             |               |  |  |  |  |
|                                                | Indépendants                                   | Indépendants                                 | 12 782    | 1,25  | -    | 0             | -             | 0  | 0             | -             |  |  |  |  |
|                                                |                                                |                                              |           |       |      |               |               |    |               |               |  |  |  |  |
| Suffrages exprimés                             | Suffrages exprimés                             | Suffrages exprimés                           | 1 021 888 | 93,74 |      |               |               |    |               |               |  |  |  |  |
| Votes nuls                                     | Votes nuls                                     | Votes nuls                                   | 68 293    | 6,26  |      |               |               |    |               |               |  |  |  |  |
| Total                                          | Total                                          | Total                                        | 1 090 181 | 100   | -    | 21            | en stagnation | 14 | 35            | en stagnation |  |  |  |  |
| Abstention                                     | Abstention                                     | Abstention                                   | 721 446   | 39,82 |      |               |               |    |               |               |  |  |  |  |
| Inscrits/Participation                         | Inscrits/Participation                         | Inscrits/Participation                       | 1 811 627 | 60,18 |      |               |               |    |               |               |  |  |  |  |